# Петропавловка (Червоногвардійський район)
Петропа́вловка (рос. Петропавловка) — присілок у складі Червоногвардійського району Оренбурзької області, Росія.

## Населення
Населення — 8 осіб (2010; 49 у 2002).
Національний склад (станом на 2002 рік):
- росіяни — 96 %